# 그땐 몰랐던 일들
《그땐 몰랐던 일들》은 대한민국의 작곡가 겸 가수 윤상의 여섯 번째 정규앨범이다. 신디사이저를 활용한 일렉트로니카 음악이 주를 이루고 있다. 

## 수록곡
전체 작곡: 윤상
| #            | 제목                          | 작사         | 편곡         | 재생 시간 |
| ------------ | ----------------------------- | ------------ | ------------ | --------- |
| 1.           | 〈떠나자〉                    | 박창학       | 윤상         | 3:26      |
| 2.           | 〈소심한 물고기들〉           | 박창학       | 윤상         | 3:47      |
| 3.           | 〈그때, 그래서, 넌〉          | 박창학       | 윤상         | 1:51      |
| 4.           | 〈그땐 몰랐던 일들〉          | 박창학       | 윤상         | 3:03      |
| 5.           | 〈입이 참 무거운 남자〉       | 박창학       | 윤상         | 3:22      |
| 6.           | 〈편지를 씁니다〉             | 박창학       | haihm        | 5:02      |
| 7.           | 〈그 눈 속엔 내가〉           | 박창학       | 윤상         | 3:40      |
| 8.           | 〈영원속에〉                  | 박창학       | 윤상         | 3:55      |
| 9.           | 〈기억의 상자를 열다〉        | 박창학       | 윤상         | 3:30      |
| 10.          | 〈그땐 몰랐던 일들 - 아이들〉 | 박창학       | 윤상         | 3:03      |
| 11.          | 〈My cinema paradise〉        | 박창학       | 윤상         | 3:45      |
| 12.          | 〈낯설지 않은 꿈〉            | 박창학       | 윤상         | 1:27      |
| 13.          | 〈Loop 1 For an End〉         |              | 윤상         | 3:04      |
| 14.          | 〈Loop 2 For Reboot〉         |              | haihm        | 2:49      |
| 총 재생 시간 | 총 재생 시간                  | 총 재생 시간 | 총 재생 시간 | 45:44     |

## 참여
이 목록은 해당 앨범의 부클릿 〈staff〉목록에서 발췌하였다.
- 윤상 - 보컬, 신시사이저, 리듬·베이스 프로그래밍, 프로듀서, 믹싱(Digitalian Studio)
- 박창학 - 프로듀서
- haihm - 백 보컬, 코러스, 신시사이저, 리듬 프로그래밍
- 정재일 - 일렉트릭 기타, 베이스 기타, 프로그래밍
- 이원경(Studio T) - 녹음
- 오성근(Digitalian Studio) - 믹싱
- 곽은정(Digitalian Studio) - 믹싱
- 최효영(Sonic Korea) - 마스터링
- 김기홍, 김용균 - 이그제큐티브 프로듀서
- 김기홍 - 사진
- 노승래 - 마케팅
- 정명희 - 아트워크